# Jenzat
Jenzat település Franciaországban, Allier megyében. Lakosainak száma 521 fő (2022. január 1.). Jenzat Charroux, Le Mayet-d’École, Mazerier, Saint-Bonnet-de-Rochefort, Saint-Germain-de-Salles és Saulzet községekkel határos.

## Népesség
A település népességének változása:
| Lakosok száma | 492  | 422  | 439  | 504  | 522  | 513  | 508  | 519  | 524  | 521  |
|               | 1968 | 1982 | 1990 | 2006 | 2013 | 2015 | 2017 | 2019 | 2020 | 2022 |